# アンドリュー・サリス
アンドリュー・サリス（Andrew Sarris 1928年10月31日 - 2012年6月20日）はアメリカ合衆国の代表的な映画評論家。とくに「作家主義」を提唱したことで知られ、1960年代から90年代までの英語圏の映画批評においてきわめて大きな影響力を持った。

## 来歴
1928年10月31日、ニューヨークのブルックリンで生まれた。1951年にコロンビア大学を卒業したあと3年間兵役に就くが、その間に映画コラムニストとして執筆を開始している。1954年に除隊、統計局で短期間勤務したのちパリに赴き、1年にわたって映画関係者と交流を深めた。このときフランスの映画雑誌『カイエ・デュ・シネマ』で活躍していたトリュフォーやゴダールの知己を得ている。

### 映画批評家へ
帰国後、当時の米国で若者に絶大な人気をあつめていた『ヴィレッジ・ヴォイス』誌で映画コラムニストに抜擢され、同誌を舞台に活発な映画批評活動を開始する。ここでサリスは、とくに主流メディアの映画批評を正面から激しく批判する戦闘的な姿勢で注目されることになった。とくに1960年に公開された映画『サイコ』評では、当時の主立った新聞・雑誌が「扇情的すぎる」として批判を強めるなか、ヒッチコックによる映像表現の独自性をみとめ傑作として高く評価した。サリスの挑戦的なコラムで『ヴィレッジ・ヴォイス』誌には読者からの苦情が殺到したが、逆に雑誌の注目が高まると考えた編集部がサリス続投を決定、その後29年間にわたって同誌に映画コラムを掲載することになる。

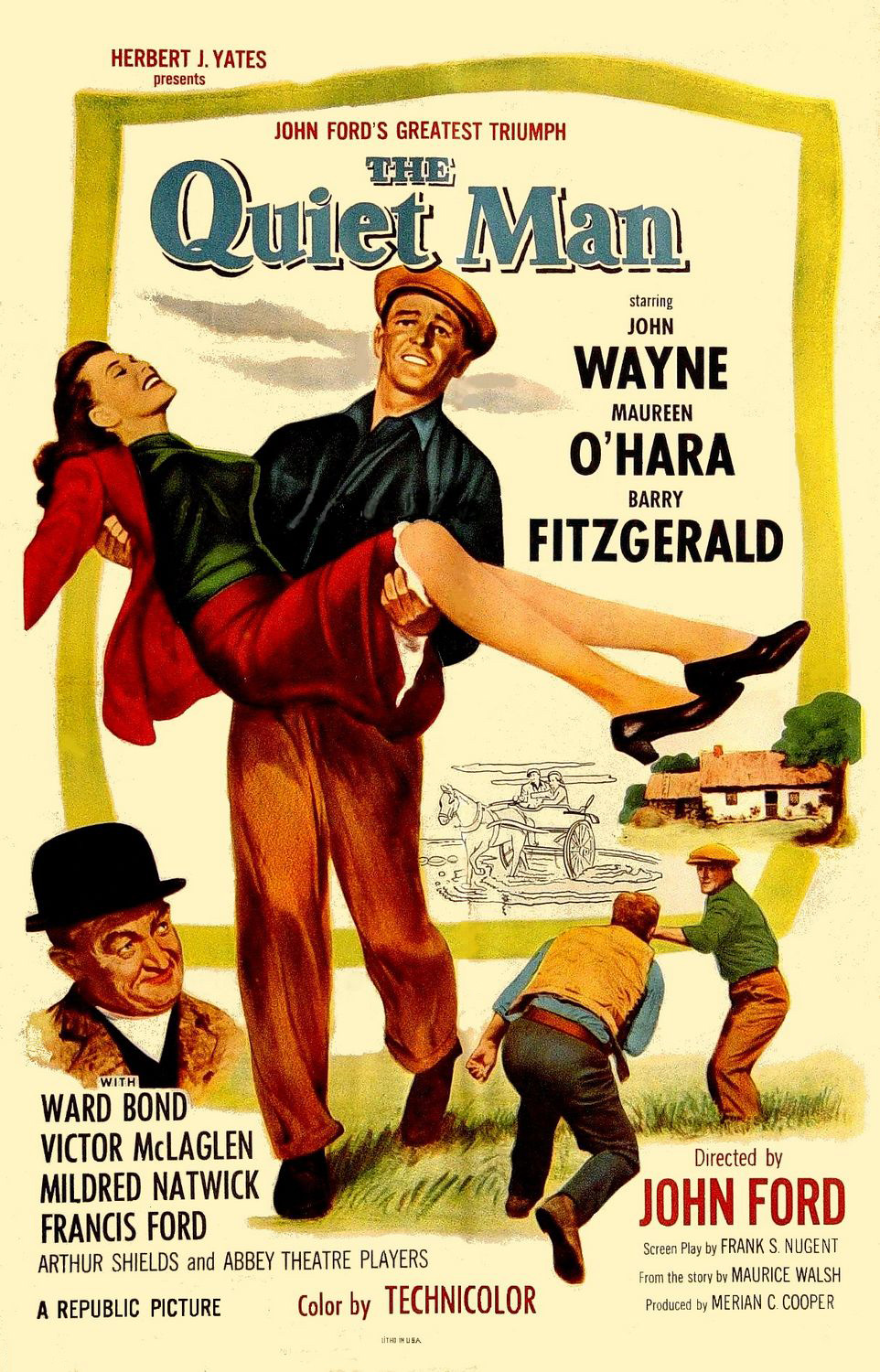
ジョン・フォード『静かなる男』ポスター。サリスは後期フォードの作品群を「作家主義」の代表例として高く評価した。

サリスは外国映画とアメリカ映画をともに高く評価し、一部知識人のものに過ぎなかったイタリア映画やフランス映画を一般の観客が広く受け入れるきっかけを作ったと言われる。次々に内外の傑作を紹介するサリスのコラムが若者の間でしだいに大きな影響力を持つようになったため、米国における代表的な映画評論家と目されるようになり、1966年に全米映画批評家協会が創設されたさいは創立メンバーとして名を連ねている。

### 作家主義
またサリスは、「作家主義 Auteur Theory; Auteurism」の英語圏における中心的な提唱者とみなされている。作家主義とはトリュフォーを中心とする映画監督・批評家らがフランスですすめた映画批評の方法論で、映画が「映画監督」という一人の個人の創造性・独創性によってつくりだされることを重視する。サリスは1968年に発表した『アメリカ映画：監督と潮流 1929-1968』において作家主義を全面的に展開し、映画批評のみならず、その後の米国の映画研究の潮流を強く方向づけた。現在米国の代表的な映画研究者であるデビッド・ボードウェルやジェームズ・ネアモアは、若いころに読んだサリスの文章から決定的な影響を受けたと振り返っている。
1969年、映画評論家のモリー・ハスケルと結婚。この頃から母校コロンビア大学や、ニューヨーク大学の映画学科で教壇に立ち、世界各国の主要映画祭からさかんに招聘を受けるなど国際的な知名度を高めた。またサリスの活動は映画監督や脚本家など実作者にも幅広い影響を及ぼすようになり、一時サリスと共同オフィスをもっていた映画監督のマーティン・スコセッシは、サリスが「当時の監督志願者にとって最も重要な映画の教師だった」と述べている。
1989年には『ヴィレッジ・ヴォイス』誌から『ニューヨーク・オブザーバー』紙に寄稿先を移し、晩年まで映画コラムを書き続けた。2012年6月、83歳で没する。

### 評価・批判
サリスの映画コラムの戦闘的な姿勢は晩年まで変わることがなく、そのために論敵は数多かった。とくに『ニューヨーカー』誌の人気コラムニストだったポーリン・ケイルとは、生涯を通じて論争を繰り返した。論争の中心はサリスが提唱する「作家主義」である。
1962年にサリスが作家主義を論じたエッセイを発表したのち、ケイルはこれを全面的に斥ける論文を発表した。
ケイルによれば、サリスの作家主義論は映画作品に「内的な意味」を求めすぎており、作品とは関係のない際限ない深読みにおちいる危険がある。また映画というジャンルにおいては脚本家やプロデューサー、カメラマンなど多くの人々の共同作業として作品が成立する以上、「映画監督」という一人の個人にのみ作品の芸術性が依存していると考えるのは誤りである。
サリスは再びこれに激しく反論しているが、ケイルも洒脱な筆致で幅広い読者の人気を集めていたため、どちらを支持するかで映画ファンの立場も二分され「サリス派／ポーリン派 Sarristes/Paulettes」なる言葉まで生まれている。
このほかサリスの作家主義に対しては、『ニューヨーク』誌に寄稿する映画評論家ジョン・サイモンを中心に、サリスは監督による人工的な構築物としての意味を強調しすぎるあまり、映画における物語の役割を不当に軽視しているといった批判が行われている。
またサリスの『アメリカ映画：監督と潮流 1929-1968』は現在にいたるまで米国の映画批評・映画研究に大きな影響力を保ってきたが、そこに示されている評価が、単なるサリス個人の好悪にもとづく独断にすぎないという批判もしばしばなされてきた。
同書においてサリスはサイレント期から1960年代までの映画監督150人ほどを列記し、「殿堂入り」「一発屋」「見る価値なし」などとグループ分けしているが、ここでサリスは後に巨匠と目されるようになったビリー・ワイルダーも「才能不足」と酷評し、スタンリー・キューブリックの『2001年宇宙の旅』は「一貫した物語をつづる能力が欠如」「映画ではなくイベントにすぎない」などと切り捨てている。
最晩年に到ってサリスがワイルダーやキューブリックを高く評価する立場に転じたことも、映画監督の評価なるものに抜きがたいあいまいさ・不確かさを見てとる「作家主義」批判に根拠を与えている。
一方で、サリスが推し進めた作家主義は、当時庶民の娯楽としてのみ見られがちだった映画が、文学や絵画と同様の高い価値をもつ芸術作品だと考える見方を米国社会に広く普及させた。また作品にあらわれる映像技法や、そこで表現される映像の意味を監督の視点から読み解こうとするサリスの手法が、印象批評に陥りがちだった当時の映画批評の水準を大きく引き上げ、その後の米国における映画研究の発展に重要な道筋をつけたことも大きな功績である。

## エピソード
- ディーン・パリソット監督の映画『ギャラクシー・クエスト』で、敵方の邪悪な司令官が「サリス」と名づけられている[16]。この映画のプロデューサーが製作した前作『ナチュラル』を、サリスが酷評したため[17]。

## 著書
- Andrew Sarris (1966). The films of Josef von Sternberg. New York, Museum of Modern Art; distributed by Doubleday, Garden City, N.Y.
- Andrew Sarris (1968). Interviews with film directors. Indianapolis, Bobbs-Merrill.
- Andrew Sarris (1968). The film. Indianapolis, Bobbs-Merrill.
- Andrew Sarris  (1970). Confessions of a cultist: on the cinema, 1955-1969. New York, Simon and Schuster.
- Andrew Sarris (1972). Hollywood voices; interviews with film directors. Indianapolis, Bobbs-Merrill.
- Andrew Sarris (1973). The primal screen; essays on film and related subjects. New York, Simon and Schuster.
- Andrew Sarris (1975). The John Ford movie mystery. Bloomington :, Indiana University Press.
- Andrew Sarris  (1978). Politics and cinema. New York :, Columbia University Press.
- Andrew Sarris  (1981). Reminiscences of Andrew Sarris. B. Hogenson.
- Andrew Sarris  (1996). The American cinema : directors and directions, 1929-1968. New York :, Da Capo Press.  ISBN 978-0306807282
- Andrew Sarris  (1998). “You ain’t heard nothin yet”; : the American talking film, history and memory, 1927-1949. New York :, Oxford University Press.

## 註
1. 1 2  "A Survivor of Film Criticism’s Heroic Age"  (The New York Times, 2009.7.9); "Remembering Andrew Sarris: A Great American Film Critic" (TIME, 2012.6.21); Naremore, James, "Authorship, Auteurism, and Cultural Politics", An Invention without a Future: Essays on Cinema, Berkeley: University of California Press, 2014, pp. 15-32.
2. 1 2 3 4 5 6 7  "Andrew Sarris." In Encyclopedia of World Biography, edited by James Craddock. 2nd ed. Gale, 2014.; "Andrew Sarris." Contemporary Authors Online, Gale, 2010.
3. ↑  A Survivor of Film Criticism’s Heroic Age  (The New York Times, 2009.7.9); Remembering Andrew Sarris: A Great American Film Critic (TIME, 2012.6.21)
4. ↑  ‘Psycho’ Is 50: Remembering Its Impact, and the Andrew Sarris Review (The Village Voice, 2010.6.15)
5. 1 2 3  Emanuel Levy (ed.) Citizen Sarris, American film critic : essays in honor of Andrew Sarris, Lanham : Scarecrow Press, 2001.
6. ↑  Andrew Sarris obituary (The Guardian, 2012.6.22); An Andrew Sarris Primer (Indie Wire, 2012.6.22)
7. ↑  Andrew Sarris, "Notes on the Auteur Theory", Auteurs and Authorship : a Film Reader, ed. by Barry Keith Grant, Malden, MA ; Oxford : Blackwell Pub., 2008.; "Auteur Theory." In Bloomsbury Guide to Human Thought, ed. by Kenneth McLeish. Bloomsbury, 1993.
8. 1 2  "Auteur Theory." In Bloomsbury Guide to Human Thought, ed. by Kenneth McLeish. Bloomsbury, 1993.; Andrew, Dudley, "The Unauthorized Auteur Today" in Film Theory Goes to the Movies, ed. By J. Collins et al., Routledge, 1993)
9. ↑  Andrew Sarris (1968). The American Cinema: Directors and Directions, 1929-1968. Dutton
10. ↑  David Bordwell, "Octave’s hop: Andrew Sarris" (David Bordwell's Website on Cinema, 2012.6.24); Naremore, James, "Authorship, Auteurism, and Cultural Politics", An Invention without a Future: Essays on Cinema, Berkeley: University of California Press, 2014, pp. 15-32.
11. ↑  Andrew Sarris, "Notes on the Auteur Theory", Auteurs and Authorship : a Film Reader, ed. by Barry Keith Grant, Malden, MA ; Oxford
12. 1 2  Pauline Kael, "Circles and Squares", Film Quarterly, 1963, 16:3, pp. 12-26.
13. ↑  Andrew Sarris: The Last of a Kind (Senses of Cinema, 2012.12); Andrew Sarris, Village Voice Film Critic, Dies at 83 (The New York Times, 2012.6.20); Andrew Sarris, critic who promoted ‘auteur theory’ of film, dies at 83 (The Washington Post, 2012.6.20)
14. 1 2  Andrew Sarris, The American Cinema: Directors and Directions, 1929-1968, Dutton, 1968.
15. ↑  Andrew, Dudley, "The Unauthorized Auteur Today" in Film Theory Goes to the Movies, ed. By J. Collins et al., Routledge, 1993)
16. ↑  Trivia for Galaxy Quest (1999)（IMDb - 英語）参照。
17. ↑  “20 Things You Might Not Know About Galaxy Quest” (英語). mentalfloss.com (2014年12月16日). 2019年1月17日閲覧。

## 関連文献
- Andrew, Dudley, "The Unauthorized Auteur Today", Film Theory Goes to the Movies, ed. By J. Collins et al., Routledge, 1993.
- Levy, Emanuel (ed.) Citizen Sarris, American film critic : essays in honor of Andrew Sarris, Lanham, Md. : Scarecrow Press, 2001.
- Lopate, Phillip (ed.) American Movie Critics: An Anthology from the Silents Until Now, New York: Library of America,   2006
- Naremore, James, "Authorship, Auteurism, and Cultural Politics", An Invention without a Future: Essays on Cinema, Berkeley: University of California Press, 2014, pp. 15-32.
- Sarris, Andrew "How Movies Became Cinema: Andrew Sarris in Seattle Part I" (Film Comment, 20126.25)

## 関連事項
- ヴィレッジ・ヴォイス
- ポーリン・ケイル
- ニューヨーク・オブザーヴァー（The New York Observer）
- 全米映画批評家協会（National Society of Film Critics）
- モリー・ハスケル（Molly Haskell）